# Barbara Thaler
Barbara Thaler (* 1982) ist eine österreichische Politikerin der Österreichischen Volkspartei (ÖVP). Bei der Europawahl in Österreich 2019 kandidierte sie als Spitzenkandidatin der Tiroler Volkspartei auf dem achten Listenplatz. Aufgrund der Vorzugsstimmenregelung wurde sie vorgereiht und schaffte damit den Einzug ins EU-Parlament. Vom 2. Juli 2019 bis zum 15. Juli 2024 war sie Mitglied des Europäischen Parlaments.

## Leben

### Ausbildung und Beruf
Barbara Thaler wuchs in Thiersee im Bezirk Kufstein auf, für die Schule und Ausbildung ging sie 1996 nach Innsbruck. Ein Studium der Politikwissenschaft ab 2000 an der Universität Innsbruck schloss sie 2007 als Magistra ab, ein Studium am Management Center Innsbruck (MCI) im Bereich Management und IT ab 2005 beendete sie 2009 als Mag. (FH).
Thaler war als Angestellte in einer Internetagentur und einem Kompetenzcenter für eTourismus tätig und arbeitete für ein EU-Projekt. Seit 2007 ist sie Unternehmerin und betreibt die Agentur für digitale Sichtbarkeit Digithaler. Ab 2009 war sie Inhaberin und Geschäftsführerin eines Start-up-Unternehmens, 2012 erfolgte der Exit.

### Politik
Ab 2015 war sie Vizepräsidentin der Wirtschaftskammer Tirol, seit 2018 fungiert sie zudem als Landesparteiobmann-Stellvertreterin der Tiroler Volkspartei.
Bei der Europawahl in Österreich 2019 kandidierte sie als Tiroler ÖVP-Spitzenkandidatin auf dem achten Listenplatz. Aufgrund des von der ÖVP geführten Vorzugsstimmenwahlkampfes und der von ihr erreichten 38.285 Vorzugsstimmen wurde sie vorgereiht und erlangte so ein Mandat für das Europäische Parlament. Mit der konstituierenden Sitzung des 9. Europäischen Parlamentes am 2. Juli 2019 zog sie als Abgeordnete ins Europäische Parlament ein.
Nach der Wahl der Delegationsleitung am 5. Juni 2019 legten die ÖVP-Europaabgeordneten ihre thematische Aufgabenverteilung fest. Barbara Thaler wurde in der ÖVP-Delegation Bereichssprecherin für die Fachgebiete Verkehr und Fremdenverkehr und für den Binnenmarkt und Verbraucherschutz. Thaler gehört der Fraktion der Europäischen Volkspartei (EVP) an. In der 9. Wahlperiode ist sie volles Mitglied im Ausschuss für Verkehr und Tourismus (TRAN) und stellvertretendes Mitglied im Ausschuss für Binnenmarkt und Verbraucherschutz (IMCO).
Am 9. Juli 2022 wurde sie zur Stellvertreterin von Landesparteiobmann Anton Mattle gewählt. Im November 2023 wurde sie vom Tiroler Wirtschaftsbund als Nachfolgerin von Christoph Walser als Präsidentin der Tiroler Wirtschaftskammer nominiert. Für die Europawahl 2024 verzichtete sie auf eine Kandidatur. Im Jänner 2024 gab sie ihre Gegenkandidatur zur Wahl zur Obfrau des Tiroler Wirtschaftsbundes um die Nachfolge von Franz Hörl gegen Wirtschaftslandesrat Mario Gerber bekannt, im Februar 2024 wurde sie zur Obfrau gewählt. Nach der Wirtschaftskammerwahl im März 2025 wurde sie im Mai 2025 im Wirtschaftsparlament zur Tiroler Wirtschaftskammerpräsidentin gewählt.